# Calymniodes
Calymniodes là một chi bướm đêm thuộc họ Noctuidae.

## Các loài
- Calymniodes acamas (Herrich-Schäffer, [1869]) Venezuela
- Calymniodes conchylis (Guenée, 1852) Brazil
- Calymniodes pyrostrota Dognin, 1907 Peru
- Calymniodes turcica H. Druce, 1908 Peru